# Tổng cục Hậu cần, Quân đội nhân dân Việt Nam
Tổng cục Hậu cần trực thuộc Bộ Quốc phòng Việt Nam thành lập vào ngày 11 tháng 7 năm 1950 là cơ quan đầu ngành Hậu cần trong Quân đội nhân dân Việt Nam, có chức năng tham mưu, chỉ đạo, tổ chức bảo đảm vật chất, điều kiện ăn mặc ở khám chữa bệnh, bảo đảm sức khoẻ và cơ động... cho bộ đội trong sinh hoạt và công tác. Thông qua các ngành bảo đảm cơ sở vật chất như quân nhu, quân y, doanh trại, xăng dầu và vận tải... góp phần cho Quân đội hoàn thành mọi nhiệm vụ được giao.

## Lịch sử hình thành
- Ngày 11 tháng 7 năm 1950, Chủ tịch Hồ Chí Minh ký Sắc lệnh 121/SL quy định tổ chức của Bộ Quốc phòng–Tổng Tư lệnh gồm ba cơ quan trong đó có Tổng cục Cung cấp gồm có: Cục Quân lương, Cục Quân trang, Cục Quân y, Cục Quân giới, Cục Vận tải, Cục Quân vụ và Phòng Quân khí. Tổng cục có nhiệm vụ quản trị, trang bị, cấp dưỡng quân đội và sản xuất quốc phòng.[2]
- Ngày 13 tháng 1 năm 1955, Bộ Tổng Tham mưu ra Quyết định số 221/QĐ về việc đổi tên Tổng cục Cung cấp thành Tổng cục Hậu cần. Ngoài các Cục Quân y,... có từ trước, thành lập thêm các Cục: Quân nhu, Tài vụ, Doanh trại và Cục Nông binh (ngày 23 tháng 8 năm 1955), sau được đổi tên thành Cục Nông trường.
- Ngày 3 tháng 10 năm 2011, Bộ Quốc phòng đã quyết định điều chuyển Cục Quân y cùng 7 đơn vị cơ sở trực thuộc về trực thuộc Bộ Quốc phòng.[3]

- Ngày 30 tháng 10 năm 2017, Bộ Quốc phòng quyết định điều chuyển lại nguyên trạng Cục Quân y trực thuộc Bộ Quốc phòng về trực thuộc Tổng cục Hậu cần.[4]

- Ngày 5 tháng 2 năm 2025, Bộ Quốc phòng công bố Quyết định sáp nhập Tổng cục Hậu cần, Tổng cục Kỹ thuật và tổ chức lại thành Tổng cục Hậu cần - Kỹ thuật[5]. Trung tướng Trần Minh Đức đảm nhiệm Chủ nhiệm Tổng cục Hậu cần - Kỹ thuật.

## Lãnh đạo hiện nay
- Chủ nhiệm: Trung tướng Trần Duy Giang
- Chính ủy: Trung tướng Đỗ Văn Thiện
- Phó Chủ nhiệm - Tham mưu trưởngː Thiếu tướng Huỳnh Tấn Hùng
- Phó Chủ nhiệm: Thiếu tướng Hà Như Lợi
- Phó Chủ nhiệm: Thiếu tướng Phạm Mạnh Cường
- Phó Chủ nhiệm: Thiếu tướng Nguyễn Trọng Thiện
- Phó Chính ủy: Thiếu tướng Nguyễn Đình Chiêu

## Tổ chức chính quyền
| Thứ tự | Đơn vị                                                                                        | Ngày thành lập                           | Tương đương | Địa chỉ                                                                   |
| ------ | --------------------------------------------------------------------------------------------- | ---------------------------------------- | ----------- | ------------------------------------------------------------------------- |
| 1      | Văn phòng Tổng cục                                                                            | 13.7.1950 (74 năm, 364 ngày) đã giải thể | Sư đoàn     | Số 5, Nguyễn Tri Phương, Ba Đình, Hà Nội                                  |
| 2      | Thanh tra Tổng cục                                                                            |                                          | Sư đoàn     | Số 5, Nguyễn Tri Phương, Ba Đình, Hà Nội                                  |
| 3      | Ủy ban Kiểm tra Đảng                                                                          | 16/10/1948 (76 năm, 269 ngày)            | Sư đoàn     | Số 5, Nguyễn Tri Phương, Ba Đình, Hà Nội                                  |
| 4      | Phòng Tài chính                                                                               |                                          | Sư đoàn     | Số 5, Nguyễn Tri Phương, Ba Đình, Hà Nội                                  |
| 5      | Phòng Kinh tế                                                                                 |                                          | Sư đoàn     | Số 5, Nguyễn Tri Phương, Ba Đình, Hà Nội                                  |
| 6      | Phòng Thông tin Khoa học Quân sự                                                              |                                          | Sư đoàn     | Số 5, Nguyễn Tri Phương, Ba Đình, Hà Nội                                  |
| 7      | Phòng Điều tra Hình sự                                                                        |                                          | Sư đoàn     | Số 5, Nguyễn Tri Phương, Ba Đình, Hà Nội                                  |
| 8      | Bộ Tham mưu Tham mưu trưởngː Thiếu tướng Huỳnh Tấn Hùng                                       |                                          | Quân đoàn   | Số 5, Nguyễn Tri Phương, Ba Đình, Hà Nội                                  |
| 9      | Cục Chính trị Chủ nhiệmː Thiếu tướng Nguyễn Mạnh Hùng Phó Chủ nhiệmː Đại tá Nguyễn Tuấn Khang |                                          | Quân đoàn   | Số 5, Nguyễn Tri Phương, Ba Đình, Hà Nội                                  |
| 10     | Cục Hậu cần                                                                                   | 13/01/1979 (45 năm, 272 ngày)            | Sư đoàn     | Số 5, Nguyễn Tri Phương, Ba Đình, Hà Nội                                  |
| 11     | Cục Doanh trại                                                                                | 18/10/1955 (69 năm, 267 ngày)            | Quân đoàn   | Số 5, Nguyễn Tri Phương, Ba Đình, Hà Nội                                  |
| 12     | Cục Quân nhu                                                                                  | 25/3/1946 (79 năm, 109 ngày)             | Quân đoàn   | Số 5, Nguyễn Tri Phương, Ba Đình, Hà Nội                                  |
| 13     | Cục Xăng dầu                                                                                  | 18/4/1955 (70 năm, 85 ngày)              | Quân đoàn   | Số 5, Nguyễn Tri Phương, Ba Đình, Hà Nội                                  |
| 14     | Cục Vận tải                                                                                   | 18/6/1949 (76 năm, 24 ngày)              | Quân đoàn   | Số 5, Nguyễn Tri Phương, Ba Đình, Hà Nội                                  |
| 15     | Cục Quân y                                                                                    | 16/4/1946 (79 năm, 87 ngày)              | Quân đoàn   | Số 276 Nghi Tàm, Tây Hồ, Hà Nội                                           |
| 16     | Bệnh viện Quân y 354                                                                          | 27/5/1949 (76 năm, 46 ngày)              | Sư đoàn     | 120, Đốc Ngữ, Hà Nội                                                      |
| 17     | Bệnh viện Quân y 105                                                                          | 1/9/1950 (74 năm, 314 ngày)              | Sư đoàn     | Số 2 Chùa Thông, Sơn Lộc, Sơn Tây, Hà Nội                                 |
| 18     | Bệnh viện Quân y 87                                                                           | 10/7/1981 (44 năm, 2 ngày)               | Sư đoàn     | số 78 Tuệ Tĩnh, phường Lộc Thọ, thành phố Nha Trang, tỉnh Khánh Hòa.      |
| 19     | Nhà hát Chèo Quân đội                                                                         | 1/10/1954 (70 năm, 284 ngày)             | Sư đoàn     | Phường Xuân Đỉnh, Quận Bắc Từ Liêm, Hà Nội                                |
| 20     | Đoàn An điều dưỡng 296                                                                        | 01/6/1955 (70 năm, 41 ngày)              | Sư đoàn     | Số 52 Nguyễn Du phường Bắc Sơn thành phố Sầm Sơn tỉnh Thanh Hóa           |
| 21     | Trường Cao đẳng nghề số 13                                                                    | 8/6/1973 (46 năm, 134 ngày)              | Sư đoàn     | Tổ 6, Phường Nam Sơn, Thành phố Tam Điệp, Tỉnh Ninh Bình                  |
| 22     | Tổng Công ty 28                                                                               | 9/5/1975 (44 năm, 164 ngày)              | Sư đoàn     | Số 3, Nguyễn Oanh, Gò Vấp, Hồ Chí Minh                                    |
| 23     | Công ty Cổ phần 20                                                                            | 18/2/1957 (68 năm, 144 ngày)             | Sư đoàn     | 35 Phan Đình Giót – Phương Liệt – Thanh Xuân – Hà Nội                     |
| 24     | Công ty Cổ phần 26                                                                            | 18/07/1978 (29 năm, 86 ngày)             | Sư đoàn     | Đường Hội Xá, Tổ 5, phường Phúc Lợi, quân Long Biên, Hà Nội               |
| 25     | Công ty Cổ phần 22                                                                            | 22/12/1970 (54 năm, 202 ngày)            | Sư đoàn     | 763 Nguyễn Văn Linh – Sài Đồng – Long Biên – Hà Nội                       |
| 26     | Công ty Cổ phần 32                                                                            | 22/04/1980 (45 năm, 81 ngày)             | Sư đoàn     | Số 170 Quang Trung, Phường 10, Quận Gò Vấp, Thành phố Hồ Chí Minh         |
| 27     | Công ty Dược và Trang thiết bị Y tế Quân đội                                                  | 17/04/1996 (29 năm, 86 ngày)             | Sư đoàn     | Số 118, phố Vũ Xuân Thiều, Phường Phúc Lợi, Quận Long Biên, TP Hà Nội     |
| 28     | Ban quản lý dự án 186                                                                         |                                          | Sư đoàn     | C14, Đường Bát Nàn, Phường Thạnh Mỹ Lợi, Quận 2, Tp Hồ Chí Minh.          |
| 29     | Trường Cao đẳng Hậu cần 1 (tên cũ: Trường Cao đẳng Quân y 1 – Học viện Quân y)                | 25/11/1966(58 năm, 229 ngày)             | Sư đoàn     | Phường Sơn Lộc – Thị xã Sơn Tây – Hà Nội                                  |
| 30     | Trường Cao đẳng Hậu cần 2 (tên cũ: Trường Cao đẳng Quân y 2 – Quân khu 7)                     | 30/08/1977(47 năm, 316 ngày)             |             | 50 Lê Văn Việt, phường Hiệp Phú, thành phố Thủ Đức, thành phố Hồ Chí Minh |

## Khen thưởng
- Huân chương Sao Vàng[14]
- Huân chương Hồ Chí Minh[14]
- Huân chương Quân công hạng Nhất (2015)[15]
- Huân chương Độc lập hạng nhất[14]

## Hệ thống cơ quan Hậu cần trong Quân đội
- Tổng cục Hậu cần thuộc Bộ Quốc phòng
- Cục Hậu cần thuộc các Quân khu, Quân chủng, Tổng cục, Bộ đội Biên phòng, Cảnh sát biển, Bộ Tư lệnh Thủ đô Hà Nội, Quân đoàn, Binh chủng và tương đương.
- Phòng Hậu cần thuộc các Sư đoàn, Lữ đoàn, Vùng Cảnh sát biển, Bộ CHQS tỉnh, thành phố trực thuộc TW, Bộ CHBP tỉnh, thành phố trực thuộc TW và tương đương.
- Ban Hậu cần thuộc các Trung đoàn, Ban chỉ huy quân sự quận, huyện, thị xã và tương đương.

## Chủ nhiệm Tổng cục qua các thời kỳ
| Thứ tự | Họ tên                         | Thời gian đảm nhiệm | Cấp bậc                                                   | Chức vụ cuối cùng                                                                      | Ghi chú                                                    |
| ------ | ------------------------------ | ------------------- | --------------------------------------------------------- | -------------------------------------------------------------------------------------- | ---------------------------------------------------------- |
| 1      | Vũ Anh                         | 1946                |                                                           | Cục trưởng Cục Quân nhu, Bộ Quốc phòng đầu tiên                                        |                                                            |
| 2      | Trần Dụ Châu (1906–1950)       | 1946–1950           | Đại tá                                                    | Cục trưởng Cục Quân nhu, Bộ Quốc phòng                                                 | Bị tước quân hàm và bị kết án tử hình vì tội tham nhũng    |
| 3      | Trần Đăng Ninh                 | 1950–1955           |                                                           | Chủ nhiệm Tổng cục Cung cấp (đầu tiên) sau đổi tên là Tổng cục Hậu cần                 |                                                            |
| 4      | Trần Hữu Dực (1910–1993)       | 1955–1956           |                                                           | Phó Thủ tướng Chính phủ Viện trưởng Viện kiểm sát nhân dân tối cao                     |                                                            |
| 5      | Hoàng Anh (1912–2016)          | 1956–1958           | Đại tá                                                    | Phó Thủ tướng Chính phủ (1971–1976)                                                    |                                                            |
| 6      | Đặng Kim Giang (1910–1983)     | 1959–1960           | Thiếu tướng (1958)                                        | Thứ trưởng Bộ Nông trường (1960–1967)                                                  | Quyền Chủ nhiệm Tổng cục Hậu cần                           |
| 7      | Nguyễn Thanh Bình (1920–2008)  | 1960–1961           | Thiếu tướng (1959)                                        | Thường trực Ban Bí thư (1988–1991)                                                     |                                                            |
| 8      | Trần Quý Hai (1913–1985)       | 1961–1963           | Thiếu tướng (1958) Trung tướng (1974)                     | Thứ trưởng, Trưởng ban Ban Cơ yếu Trung ương (1978–1985)                               |                                                            |
| 9      | Trần Sâm (1918–2009)           | 1963–1965           | Thiếu tướng (1959) Trung tướng (1974) Thượng tướng (1986) | Thứ trưởng Bộ Quốc phòng (1963–1965) (1982–1986)                                       |                                                            |
| 10     | Đinh Đức Thiện (1914–1986)     | 1965–1976           | Thiếu tướng (1974) Trung tướng (1984) Thượng tướng (1986) | Thứ trưởng Bộ Quốc phòng (1982–1986) Thứ trưởng, Phó Chủ nhiệm Ủy ban KHNN (1974–1976) |                                                            |
| 11     | Vũ Xuân Chiêm (1923–2012)      | 1976–1977           | Thiếu tướng (1974) Trung tướng (1982)                     | Thứ trưởng Bộ Quốc phòng (1977–1987)                                                   | Nguyên Chính uỷ Đoàn 559                                   |
| 12     | Bùi Phùng (1920–1999)          | 1977–1982           | Thiếu tướng (1974) Trung tướng (1980) Thượng tướng (1986) | Thứ trưởng Bộ Quốc phòng (1977–1989) Phó Chủ nhiệm Ủy ban KHNN (1980–1992)             | Nguyên Chủ nhiệm Hậu cần Quân Giải phóng MN                |
| 13     | Đinh Thiện                     | 1982–1985           | Thiếu tướng                                               |                                                                                        |                                                            |
| 14     | Nguyễn Chánh (1917–2001)       | 1985–1986           | Trung tướng (1984)                                        |                                                                                        | Nguyên Thứ trưởng Bộ Quốc phòng Cộng hoà miền Nam việt Nam |
| 15     | Đinh Thiện                     | 1986–1988           | Thiếu tướng                                               |                                                                                        |                                                            |
| 16     | Nguyễn Trọng Xuyên (1926–2012) | 1988–1993           | Trung tướng (1988) Thượng tướng (1992)                    | Thứ trưởng Bộ Quốc phòng (1988–1999)                                                   | Nguyên Tư lệnh Quân khu 6 (B2) và Tư lệnh Quân khu 3       |
| 17     | Nguyễn Phúc Thanh (1944–2019)  | 1993–1997           | Trung tướng (1995)                                        | Phó Chủ tịch Quốc hội                                                                  | Nguyên Tư lệnh Quân đoàn 2                                 |
| 18     | Nguyễn Văn Đà                  | 1997–2001           | Thiếu tướng                                               |                                                                                        | [ 16 ] [ 17 ]                                              |
| 19     | Trần Phước (1946–)             | 2001–2007           | Trung tướng                                               |                                                                                        | [ 18 ]                                                     |
| 20     | Ngô Huy Hồng (1949–)           | 2007–2009           | Thiếu tướng                                               |                                                                                        | [ 19 ]                                                     |
| 21     | Nguyễn Vĩnh Phú (1954–)        | 2009–2014           | Trung tướng (2011)                                        |                                                                                        | Nguyên Tư lệnh Quân đoàn 3                                 |
| 22     | Dương Văn Rã (1958–2019)       | 2014–2018           | Thiếu tướng (2006) Trung tướng (2014)                     |                                                                                        | [ 20 ]                                                     |
| 23     | Trần Duy Giang                 | 2018–nay            | Thiếu tướng (2015) Trung tướng (2020)                     |                                                                                        | Nguyên Tư lệnh Quân đoàn 1                                 |

## Chính ủy qua các thời kỳ
- 1981–1989, Hoàng Trà, (Phó Chủ nhiệm về Chính trị– Tổng cục Hậu cần). Thiếu tướng (1974)
- 1998–2004, Lê Trung Thành, Phó Chủ nhiệm về chính trị Tổng cục Hậu cần. Trung tướng (2002)
- 2004–2007, Bùi Xuân Chủ, Trung tướng (2006)
- 2008–2009, Đỗ Đức Tuệ, Trung tướng (2011), Chính ủy Học viện Quốc phòng (2009–)
- 2009–2012, Nguyễn Công Tranh, Trung tướng(2010), Nguyên Phó Chính ủy Quân khu 3
- 2012–11.2019, Lê Văn Hoàng, Trung tướng (2014), nguyên Phó Chính ủy Quân khu 5
- 12.2019–nay, Đỗ Văn Thiện, Thiếu tướng (2016),

## Phó Chủ nhiệm kiêm Tham mưu trưởng qua các thời kỳ
- 1955 – 1957: Đinh Đức Thiện, Thiếu tướng (1974), Trung tướng (1984), Thượng tướng (1986), sau trở thành Chủ nhiệm Tổng cục Hậu cần (1965 – 1976), Thứ trưởng Bộ Quốc phòng.[21]
- 1957 – 1960: Trần Sâm, Thiếu tướng (1959), Trung tướng (1974), Thượng tướng (1986), sau trở thành Chủ nhiệm Tổng cục Hậu cần (1963 – 1965), Thứ trưởng Bộ Quốc phòng.
- 1961 – 1968: Trần Thọ
- 1969: Nguyễn Đường
- 1971 – 1976: Hoàng Điền
- 1976 – 1980: Đinh Thiện, Thiếu tướng, sau trở thành Chủ nhiệm Tổng cục Hậu cần (1982 – 1985).
- 1980 – 1987: Vũ Thành
- 1983 – 1987: Trần Chí Cường, Thiếu tướng, nguyên Phó Tư lệnh kiêm Chủ nhiệm Hậu cần Quân khu 2
- 1991 – 1994, Nguyễn Hữu Tình (sinh 1935), Thiếu tướng (1990)
- 1994 – 2000: Nguyễn Biên Thùy, Đại tá.[22]
- 2000 – 2001: Trần Phước, Trung tướng (2004), sau trở thành Chủ nhiệm Tổng cục Hậu cần (2001 – 2007)
- 2001 – 2006: Ngô Huy Hồng, Thiếu tướng, sau là Chủ nhiệm Tổng cục Hậu cần (2007 – 2009)
- 2006 – 2007: Nguyễn Đức Lâm
- 2007 – 2011: Nguyễn Mạnh Đoàn, Thiếu tướng (2009), Phó Tư lệnh Quân khu 2
- 2011 – 2016, Phạm Quang Đối, Thiếu tướng (2011), nguyên Phó Tham mưu trưởng Tổng cục Hậu cần.[23]
- 2016 – nay, Nguyễn Hùng Thắng, Thiếu tướng (2016), nguyên Phó Tham mưu trưởng Tổng cục Hậu cần.[24]

## Phó Chủ nhiệm qua các thời kỳ
- Trần Đại Nghĩa, Thiếu tướng (1948)
- 1954–1959, Đặng Kim Giang, Thiếu tướng (1958)
- 1957–1960, Trần Sâm, Thiếu tướng
- 1961–1965, Nguyễn Văn Nam, Thiếu tướng (1974)
- 1964–1970, Vũ Văn Cẩn, Thiếu tướng (1974), Cục trưởng Cục Quân y đầu tiên
- Tháng 1– 11/1965, Hoàng Văn Thái, Đại tá.
- 1968–1969, Nguyễn Duy Thái, Thiếu tướng (1985)
- 1970–1976, Vũ Xuân Chiêm, Thiếu tướng, Trung tướng, Thứ trưởng Bộ Quốc phòng
- 1972–1974, Hoàng Văn Thái, Thiếu tướng (1974), Trung tướng (1980)
- 1977–1982, Hoàng Điền (1924–1999), Thiếu tướng (1983), Giáo sư (1986)
- 1979–1986, Phan Khắc Hy, Thiếu tướng (1980)
- 1981–1989, Hoàng Trà, (Phó Chủ nhiệm Tổng cục Hậu cần về Chính trị). Thiếu tướng (1974)
- 1982–1990, Nguyễn An, Thiếu tướng (1984), nguyên Cục trưởng Cục Vận tải (1972–1982)
- 1983–1990, Nguyễn Sĩ Quốc (1922–2002), Thiếu tướng (1983)
- 1994–1999, Nguyễn Hữu Tình (sinh 1935), Thiếu tướng (1990)
- 1999–2009 Nguyễn Văn Dũng, Thiếu tướng (2003)[25]
- 2000–2007, Trần Bành, Thiếu tướng (2003)[26]
- 2005–2014, Dương Văn Rã, Thiếu tướng, Trung tướng, sau là Chủ nhiệm Tổng cục Hậu cần
- 2007–2013, Nguyễn Tân Đệ, Thiếu tướng[27]
- 2009–2016, Đỗ Năng Tĩnh, Thiếu tướng (2009), nguyên Cục trưởng Cục Quân nhu, Tổng cục Hậu cần[28]
- 1999-2003, Lê Hữu Hùng, Thiếu tướng (2000), nguyên Phó Tham mưu trưởng Tổng cục Hậu cần [29]
- 2014–2019, Phan Bá Dân, Thiếu tướng (6.2015)[30], nguyên Phó Tham mưu trưởng Tổng cục Hậu cần[31]
- 2017–2022, Lê Hồng Dũng, Thiếu tướng (2017), nguyên Cục trưởng Cục Hậu cần Quân khu 7[32]
- 2019–nay, Nguyễn Nhật Tân, Thiếu tướng (2019), nguyên Cục trưởng Cục Hậu cần,Tổng cục Hậu cần (2014–2019)
- 2019–nay, Phạm Mạnh Cường, Thiếu tướng (2020), nguyên Cục trưởng Cục Hậu cần Quân khu 1.
- 2022-nay, Hà Như Lợi, nguyên Phó Tham mưu trưởng Tổng cục Hậu cần
- 01.2023-nay, Huỳnh Tấn Hùng, nguyên Chủ nhiệm Hậu cần Quân khu 7
- 10.2023-nay, Nguyễn Trọng Thiện, Thiếu tướng (2024), nguyên Cục trưởng Cục Hậu cần, Tổng cục Hậu cần (2019-2023)

## Phó Chính ủy qua các thời kỳ
- 2007–2008, Đỗ Đức Tuệ, Trung tướng (2011), nguyên Chính ủy Quân đoàn 1,
- 2009–2013 Trần Thanh Hải, Thiếu tướng (2007) nguyên Chính ủy Binh đoàn 15.
- 2013–6.2015, Nguyễn Xuân Miện, Thiếu tướng (2009), nguyên Phó Cục trưởng Cục Cán bộ
- 6.2015–nay, Vũ Bá Trung, Thiếu tướng (2014), nguyên Cục trưởng Cục Chính trị, Tổng cục Hậu cần[23]
- 2019– 2.2024, Nguyễn Văn Cường, Thiếu tướng (2017), nguyên Phó chính ủy Quân đoàn 3 (2018–2019), nguyên nguyên Cục trưởng Cục Chính trị, Tổng cục Hậu cần (2016–2018)
- 11.2023- nay, Nguyễn Đình Chiêu,  Thiếu tướng, nguyên Phó chính ủy Quân khu 1

## Cục trưởng Cục Chính trị qua các thời kỳ
- VŨ CAO BẰNG  ĐẠI TÁTrần Viết Bằng, Thiếu tướng
- 2016–2018, Nguyễn Văn Cường, Thiếu tướng (2017), sau Phó chính ủy Quân đoàn 3 (2018–2019)
- 2018–2024, Lê Tất Cường, Thiếu tướng (2019)
- 2024-nay, Nguyễn Mạnh Hùng, Thiếu tướng (2024)

## Lãnh đạo chỉ huy các Cục chức năng có quân hàm cấp tướng
- 1997–2002, Nguyễn Văn Thưởng, Thiếu tướng (1997) nguyên Cục trưởng Cục Quân y.
- 2002–2010, Chu Tiến Cường, Trung tướng (2009) nguyên Cục trưởng Cục Quân y.
- 2010–2018, Vũ Quốc Bình, Thiếu tướng (2011)nguyên Cục trưởng Cục Quân y.
- 2018–nay, Nguyễn Xuân Kiên, Thiếu tướng (2019) Cục trưởng Cục Quân y.
- 2012–nay, Đặng Quốc Khánh, Thiếu tướng (2014) Chính ủy Cục Quân y.
- 2013–2017, Lê Trung Hải, Thiếu tướng (2014) Phó cục trưởng Cục Quân y.
- 2004–2013 Nguyễn Công Huân, Thiếu tướng (2009) nguyên Cục trưởng Cục Doanh trại.
- 2013–2017, Nguyễn Văn Tươi, Thiếu tướng (2013) nguyên Cục trưởng Cục Doanh trại.
- 2017–nay, Nguyễn Quốc Việt, Thiếu tướng (2017) Cục trưởng Cục Doanh trại.
- 2009–2014, Phạm Tiến Luật, Thiếu tướng (2010) nguyên Cục trưởng Cục Quân nhu.
- 2014–nay, Nguyễn Xuân Hải, Thiếu tướng (2015) Cục trưởng Cục Quân nhu.
- 2009–2014, Nguyễn Trọng Nhưỡng, Thiếu tướng (2011) nguyên Cục trưởng Cục Xăng dầu.
- 2014–nay, Đậu Đình Đoàn, Thiếu tướng (2015) Cục trưởng Cục Xăng dầu
- 2019-nay, Nguyễn Đức Tùng, Thiếu tướng (2020) Cục trưởng Cục Vận tải